# 2 + 2 = 5
2 + 2 = 5 (енгл. Two plus two equals five) је слоган који је енглески писац Џорџ Орвел искористио у свом роману Хиљаду деветсто осамдесет четврта, како би сликовито описао способност тоталитарних режима, налик на државу описану у роману, да уз помоћ репресије и пропаганде као истиниту наметну чак и оно што се противи здравом разуму.